# 凯勒
凯勒（英語：Cuyler）是美国纽约州科特兰县的一个镇，地处科特兰县东北角，同时位于科特兰市东北。2010年美国人口普查时，该镇有980人。最早的定居者于1794年左右到达此地。1858年，凯勒镇正式建立。